# STUDIO CHOOM
STUDIO CHOOM（韓語：스튜디오 춤）是一個韓國的 YouTube 頻道，專門邀請知名的K-Pop藝人來到錄影棚進行舞蹈表演。這個錄影棚以白色背景與彩色燈光為特色，專注於呈現高品質的舞蹈演出。Studio Choom源自 Mnet 數位工作室（M2），並隸屬於Mnet。

## 概念
頻道名稱中CHOOM在韓文就是舞蹈的意思，就如其名稱所示，專注於 K-Pop的舞蹈表演，致力於捕捉高品質的偶像舞蹈演出。錄影棚採用白色背景與彩色燈光，並且通常沒有額外的佈景或道具，讓焦點完全集中在表演者的舞蹈實力上。影片以 高畫質與精緻的攝影技巧 呈現，展現每位藝人最具魅力的一面。
Studio Choom 與其他頻道的不同之處在於，他們不僅規劃專屬於偶像的舞蹈內容，還推出一些特別的企劃，例如：
- 《We Lit》 —— 讓專業舞者也能在頻道上展現實力。
- 《Artist Of The Month》 —— 聚焦於某位偶像的個人舞蹈實力，為其量身打造專屬表演。
- 《Mix & Max》 —— 讓兩位擅長舞蹈的偶像搭檔合作，呈現獨特的雙人舞台。

## 發展歷程
Studio Choom最早於2019年1月以Mnet數位工作室（M2）旗下的新內容登場，並推出《Dance The X》和《Covers》系列。 該頻道開始受到關注，主要是因為GFRIEND成員SinB在M2 YouTube頻道上傳的《疯狂甜心》表演影片，以及(G)I-DLE成員徐穗珍在M2官方網站上傳的《七枚鑽戒》表演影片。這些影片迅速吸引粉絲目光，而M2當時的負責人本身也是徐穗珍的忠實粉絲，因此更加推廣了這些內容。
ONEUS是第一組參與Studio Choom拍攝的男團，但當時Studio Choom尚未獨立成為YouTube頻道，因此影片最初是上傳到M2頻道。直到2019年5月12日，Studio Choom以獨立頻道的形式上傳了TOMORROW X TOGETHER《Cat & Dog》的《Be Original》表演影片，正式開啟專屬舞蹈頻道。[2] 在短短不到兩年的時間內，Studio Choom於2020年7月突破100萬訂閱，成為K-Pop舞蹈領域的重要平台。
2022年1月25日，Studio Choom為Stray Kids《God’s Menu》和ITZY《WANNABE》這兩支《Be Original》影片頒發特別獎盃，紀念它們成為頻道上首批突破5000萬觀看次數的影片。
2022年4月，Studio Choom推出全新系列《Mix & Max》，讓兩位擅長舞蹈的偶像合作帶來雙人舞台。該系列的首支影片由ENHYPEN成員JUNGWON與NI-KI擔綱演出《Bleeding Darkness》，為粉絲帶來截然不同的視覺體驗。

## 獲獎
| Award ceremony    | Year | Category                        | Nominee / work        | Result         | Ref.   |
| ----------------- | ---- | ------------------------------- | --------------------- | -------------- | ------ |
| LIT Talent Awards | 2022 | Best Dance Video                | 'Mix & Max'           | Platinum Award | [ 9 ]  |
| MUSE Awards       | 2022 | Video-Music                     | 'Mix & Max'           | Platinum Award | [ 9 ]  |
| NYX Video Awards  | 2021 | Music                           | 'Artist of the Month' | 獲獎           | [ 10 ] |
| NYX Video Awards  | 2021 | Entertainment (YouTube / Vimeo) | 'Artist of the Month' | 獲獎           | [ 10 ] |
| NYX Video Awards  | 2021 | Celebrities / Fan               | 'Artist of the Month' | 獲獎           | [ 10 ] |